# 鮑比·伯克
鲍比·詹姆斯·伯克（英語：Bobby James Berk，1981年8月25日—），是一名室内设计师和真人實境秀演员。他因为担任网飞真人秀节目《粉雄救兵》的室内设计專家而知名。